# Stanisław Młodożeniec

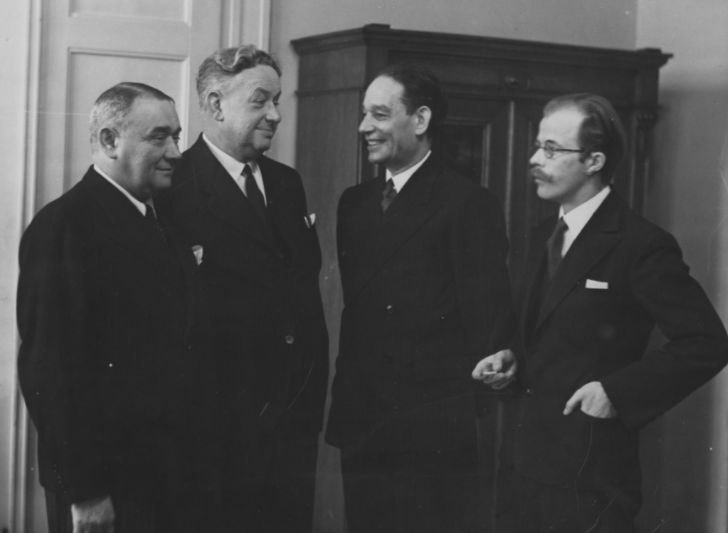
Dritter von links, zusammen mit Stefan Jaracz, Aleksander Zelwerowicz und Wojciech Skuza

Stanisław Młodożeniec (* 1895 bei Sandomir, Weichselland (Russland); † 1959 in Warschau, Volksrepublik Polen) war ein polnischer Schriftsteller der Zwischenkriegszeit, Mitbegründer der Bewegung Futurismus in Polen, Vater des Künstlers Jan Młodożeniec.
Młodożeniec stammte aus einer behüteten Bauernfamilie. Er verbrachte seine Kindheit in Sandomir. Im Ersten Weltkrieg war er in Russland, wo er die Oktoberrevolution miterlebte. 1918 begann er ein Studium an der Jagiellonen-Universität in Krakau. Das Studium musste er während des Polnisch-Sowjetischen Kriegs wegen seines Frontdienstes unterbrechen. Danach schloss er sich der Gruppe der Formisten um Bruno Jasieński und Tytus Czyżewski in Krakau an. Seit 1921 veröffentlichte er eigene Lyrik, teilweise in Zusammenarbeit mit Tadeusz Peiper. 1922 schloss er sein Studium an und wurde Gymnasiallehrer zunächst in Kielce und dann in Zamość. 1925 ging er nach Warschau, wo er ebenfalls als Lehrer arbeitete. Dort begann seine Zusammenarbeit mit dem Kurier Warszawski, wo er veröffentlichte. In Warschau gewann er auch am Theater Bekannte, unter anderem Irena Solska und Stefan Jaracz. Im Spätsommer 1939 wurde er zum Frontdienst eingezogen. Seine Einheit wurde am 19. September 1939 in Ungarn interniert. 1940 floh er über Jugoslawien, die Türkei nach Syrien, wo er sich den Polnischen Streitkräften im Westen anschloss. Mit diesen stationierte er in Palästina und Ägypten. 1941 gab er die Gazeta Polska in Jerusalem heraus. 1942 ging er nach London, wo er für die Polnische Exilregierung arbeitete. Nach dem Krieg arbeitete er für das Radio Freies Europa. 1957 kehrte er schwer krank nach Polen zurück und ließ sich in Warschau nieder. Bis zu seinem Tod veröffentlichte er noch mehrere Gedichtbände. Er wurde auf dem Powązki-Friedhof beigesetzt.